# Jim Denney (Skispringer, 1983)
James Ryan „Jim“ Denney (* 5. Juli 1983 in Duluth, Minnesota) ist ein ehemaliger US-amerikanischer Skispringer.

## Werdegang
Sein internationales Debüt gab Denney in der Saison 2000/01 im Skisprung-Continental-Cup. Bereits in seiner ersten Saison gelang ihm der Gewinn von drei Continental-Cup-Punkten und damit Rang 127 der Gesamtwertung. In der folgenden Saison 2001/02 konnte er sich deutlich steigern. Ab Januar erreichte er bei fast allen Springen Top-20-Platzierungen. Am Ende der Saison belegte er mit 108 Punkten Rang 94 in der Gesamtwertung.
Seine erfolgreichste Saison war die Continental-Cup-Saison 2002/03. Dabei konnte er im März 2003 in Ishpeming drei Top-10-Platzierungen erreichen, darunter ein fünfter Platz. Überraschen konnte Denney auf der Zaō-Schanze in Yamagata. Denney musste sich lediglich dem Japaner Yūsuke Kaneko geschlagen geben und stand so zum ersten und einzigem Mal in seiner Karriere auf dem Podium. Die Saison beendete er auf Rang 36 in der Gesamtwertung.
In der Folge konnte er an diese guten Sprünge nicht mehr anknüpfen. Bis zu seinem Karriereende erreichte er keinerlei Top-Platzierungen mehr. Bei den Olympischen Winterspielen 2006 in Turin gehörte er zum US-amerikanischen Team, jedoch verpasste er von der Normal- und auch von der Großschanze jeweils die Qualifikation. Nach der Saison 2005/06 beendete er seine aktive Skisprungkarriere.

## Erfolge

### Continental-Cup-Platzierungen
| Saison  | Platz | Punkte |
| ------- | ----- | ------ |
| 2000/01 | 127.  | 003    |
| 2001/02 | 094.  | 108    |
| 2002/03 | 036.  | 207    |
| 2004/05 | 138.  | 008    |

## Privates
Denney ist der Sohn des gleichnamigen Jim Denney, der ebenfalls als Skispringer aktiv war. 2008 wurde er gemeinsam mit seinem Vater in die American Ski Jumping Hall of Fame aufgenommen.